# غاربولوفو (لينينغراد)
غاربولوفو (بالروسية: Гарболово) هي مدينة في مقاطعة لينينغراد أوبلاست في روسيا.[متى؟]